# Грей, Сэмюэл Фредерик
Сэ́мюэл Фре́дерик Грей (англ. Samuel Frederick Gray; 1766—1828) — британский химик, фармаколог и ботаник. Отец зоологов Джона Эдуарда Грея (англ. John Edward Gray) и Джорджа Роберта Грея (англ. George Robert Gray).

## Биография
Родился 10 декабря 1766 года в Вестминстере в семье торговца семенами Сэмюэла Грея (1739—1771) и Фрэнсис Уэйд Грей. Отец умер, когда Сэмюэлу было 4 года, мальчик воспитывался дядей, Эдуардом Уитекером Греем (1748—1806). Согласно многим источникам, ребёнком рос слабым, часто болевшим и даже умственно отсталым, научился говорить и читать только в 10—11-летнем возрасте. Однако мать Сэмюэла всячески старалась обучать сына, и самого Грея значительно интересовали естественные науки. Он смог выучить греческий и латинский языки, хотел учиться на врача в Лондоне, однако не смог поступить.
Несколько лет Грей самостоятельно занимался изучением ботаники и врачебному делу, также некоторое время работал в редакции журнала British Critic, занимавшегося освещением позиции Великобритании по отношению к Великой французской революции. В 1794 году женился на Элизабет Форфейт (1777—1852), после чего они переехали в Уолсолл. Там Грей основал химическую лабораторию, познакомился с Джозефом Блэком и Джозефом Пристли.
С 1800 года Грей жил в Лондоне, некоторое время работал секретарём химика Чарльза Хэтчетта. В 1806 году переехал в Челси. Работал ассистентом Уильяма Кёртиса и Уильяма Солсбери. Около 1812 года вместе с сыном Джоном Эдуардом переехал в Уоппинг (Тауэр-Хамлетс), где приобрёл аптеку. Около 1816 года Грей переехал в Холборн.
Грей оставил множество работ по ботанике и фармакологии, некоторые — в соавторстве с Джоном Эдуардом. В частности, «Естественная классификация британских растений» (англ. A natural arrangement of British plants; 1821) — одна из первых англоязычных работ, основанных на классификации Жюссьё. Джон Эдуард впоследствии неоднократно заявлял, что бо́льшую часть работы по созданию этой книги проделывал он сам.
В последние годы жизни Грей работал над руководствами по фармакологии. Наибольшим значением для науки обладают Elements of Pharmacy (1823) и The Operative Chemist (1828). Скончался Грей 12 апреля 1828 года, не успев увидеть последнюю книгу в напечатанном виде.